# Saint-Jean-le-Vieux, Pyrénées-Atlantiques

Saint-Jean-le-Vieux este o comună în departamentul Pyrénées-Atlantiques din sud-vestul Franței. În 2009 avea o populație de 858 de locuitori.

## Evoluția populației
| An        | 1975 | 1982 | 1990 | 1999 | 2006 | 2009 |
| --------- | ---- | ---- | ---- | ---- | ---- | ---- |
| Populație | 744  | 904  | 910  | 880  | 858  | 858  |